# Кермод, Марк
Марк Кермод (англ. Mark Kermode) — английский кинокритик и член Британской академии кино и телевизионных искусств. Работает с журналом Sight & Sound, газетой The Observer и BBC Radio 5 Live, где ведёт передачу Kermode and Mayo's Film Reviews вместе с Саймоном Майо.
Мнение Кермода о фильмах часто не совпадает с общественным. К примеру, ему не понравились все части «Пиратов Карибского моря», три части «Трансформеров» и сага «Звёздные войны», которую он описал как вульгарную инфантилизацию мрачного жанра серьёзной научной фантастики на которой он вырос. Он также выражал своё недовольство режиссёром Крисом Коламбусом, назвав его «режиссёром-бухгалтером», и дал негативные оценки первым двум фильмам о Гарри Поттере, которые тот режиссировал. Однако он признался, что последние фильмы ему начали нравиться. Кермод также не скрывает своего неприятия 3D-фильмов, в особенности тренда подгонки обычных фильмов к 3D.
В сентябре 2013 года он был назначен главным критиком The Observer.
В опросе Sight & Sound на список лучших фильмов Кермод выбрал следующие 10 фильмов: «Бразилия», «Лабиринт фавна», «Дьяволы», «Изгоняющий дьявола», «Эта прекрасная жизнь», «Мэри Поппинс», «Седьмая печать», «Глаза без лица», «А теперь не смотри», «Лестница в небо».